# Askerhallen
Die Askerhallen ist eine Eishalle in Asker in Norwegen und das Heimstadion von Frisk Asker. Die Halle weist eine Kapazität von etwas mehr als 1300 Sitzplätzen und 1000 Stehplätzen auf (Stand 2010) und wurde im Jahr 1969 eröffnet. 1972 wurde die Halle durch einen Brand beschädigt.

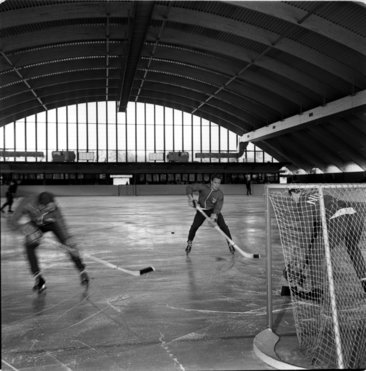
Innenansicht, 1969
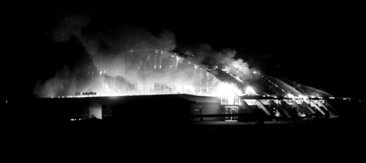
Brand im Mai 1972
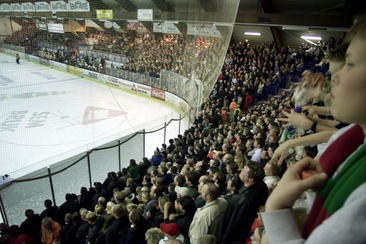
Innenansicht, Play-offs 2002
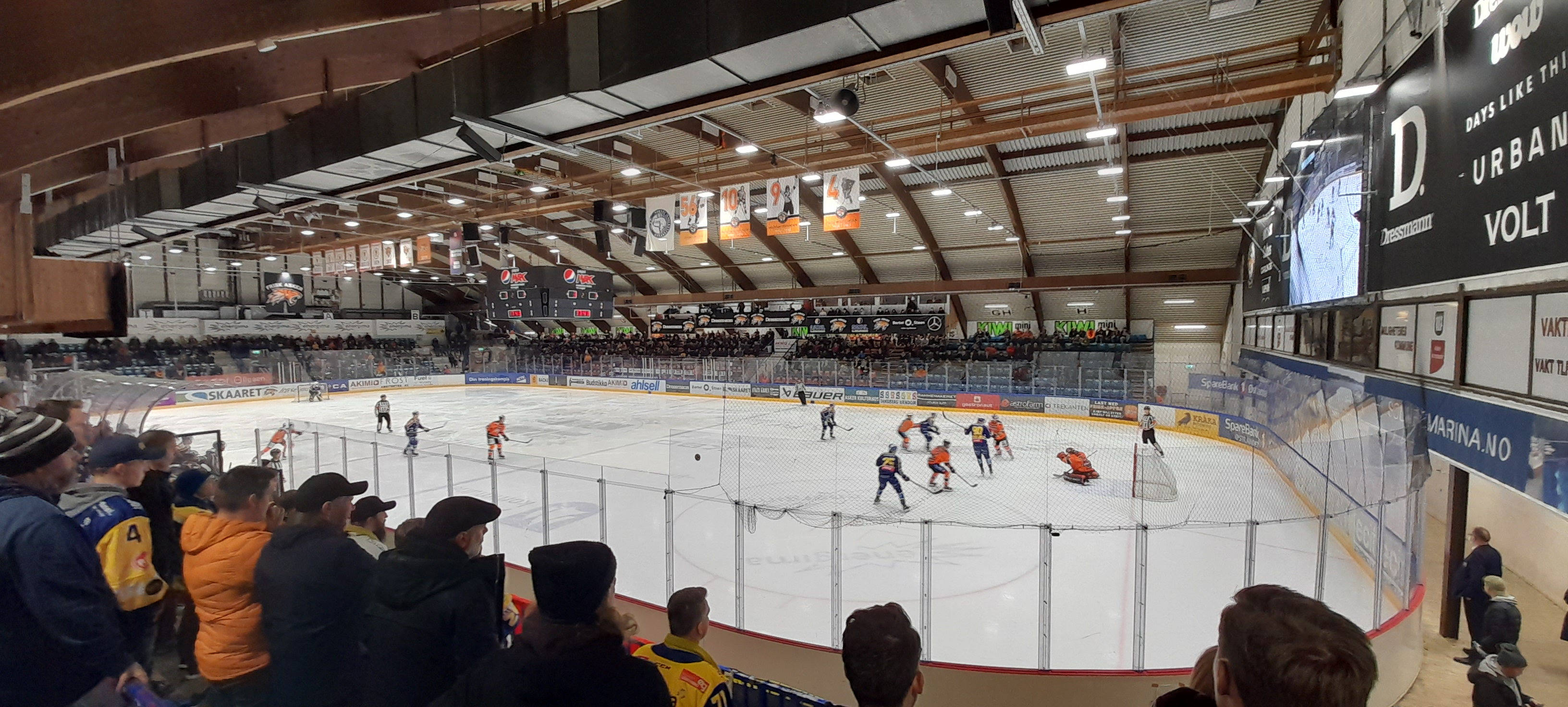
Innenansicht, 2021